# Dan Janvey
Dan Janvey, de son vrai nom Dan Ariel Janvey, est un producteur de cinéma américain né en 1984 à New York (État de New York).

## Biographie
Dan Janvey fait ses études de cinéma à l'Université Wesleyenne à Middletown (Connecticut), dont il sort diplômé en 2006
Il est un des membres fondateurs de Court 13, un collectif de cinéma basé à La Nouvelle-Orléans (Louisiane).

## Filmographie
- 2005 : Kinetoscope de Max Goldblatt
- 2005 : Egg de Benh Zeitlin
- 2007 : Death to the Tinman de Ray Tintori
- 2008 : Glory at Sea de Benh Zeitlin
- 2012 : A Chjàna de Jonas Carpignano
- 2012 : Tchoupitoulas de Bill Ross IV et Turner Ross (Documentaire)
- 2012 : Les Bêtes du sud sauvage de Benh Zeitlin
- 2015 : Western de Bill Ross IV et Turner Ross (Documentaire)
- 2015 : Every Day de Gabe Spitzer (Documentaire)

## Récompenses et distinctions
- Oscars 2013 : Nomination pour l'Oscar du meilleur film (Les Bêtes du sud sauvage), conjointement avec Josh Penn et Michael Gottwald